# Literatura nas outras línguas da Grã-Bretanha

As nações celtas, onde as línguas celtas são faladas hoje, ou foram faladas na era moderna:
Ireland (Irish)

Além do inglês, a literatura tem sido escrita numa ampla variedade  doutras línguas na Grã-Bretanha, ou seja, o Reino Unido, a Ilha de Man e as Ilhas Anglo-Normandas (a Ilha de Man e os Bailiwicks de Guernsey e Jersey não fazem parte do Reino Unido, mas estão intimamente associados, sendo dependências da coroa britânica ). Isso inclui literatura em gaélico escocês, galês, latino, córnico, anglo-normando, guernésiais, jèrriais, manx e irlandês (só na Irlanda do Norte após 1922). O anglo-saxão (inglês antigo) considera-se literatura inglesa, e a literatura escocesa como literatura escocesa.

## Identidade britânica
A natureza da identidade britânica mudou com o tempo. A ilha que contém a Inglaterra, a Escócia e o País de Gales é conhecida como Grã - Bretanha desde a época de Roman Plínio, o Velho (c. 23-79 dC). Embora os habitantes originais falassem principalmente várias línguas celtas, o inglês como língua nacional teve seu início com a invasão anglo-saxónica de 450 dC.
As várias partes constituintes do atual Reino Unido aderiram em momentos diferentes. O país de Gales foi anexado pelo Reino da Inglaterra sob os Atos da União de 1536 e 1542, e foi somente em 1707, com um tratado entre a Inglaterra e a Escócia, que o Reino da Inglaterra se tornou o Reino da Grã-Bretanha . Isso se fundiu em 1801 com o Reino da Irlanda para formar o Reino Unido da Grã-Bretanha e Irlanda . Até recentemente, as línguas celtas eram faladas na Escócia, País de Gales, Cornualha e Irlanda, e sobrevivem ainda em partes do país de Gales.
Subsequentemente o sindicalismo britânico levou à divisão da ilha da Irlanda em 1921, o que significa que a literatura da República da Irlanda não é britânica, embora a literatura da Irlanda do Norte seja irlandesa e britânica. Mais recentemente, a relação entre Inglaterra e País de Gales e Escócia mudou, através do estabelecimento de parlamentos em ambos os países, além do parlamento britânico em Londres.
A literatura latina, principalmente eclesiástica, continuou a ser escrita nos séculos seguintes à retirada do Império Romano no início do século V, incluindo Crónicas de Bede (672 / 3-735), Historia eclesiástica gentis Anglorum e Gildas (c). 500-570), De Excidio et Conquestu Britanniae .
Várias línguas celtas eram faladas por muitos britânicos nessa época e entre as obras escritas mais importantes que sobreviveram estão Y Gododdin I e o Mabinogion . Y Gododdin é um poema medieval galês que consiste numa série de elegias para os homens do reino britânico de Gododdin e seus aliados que, de acordo com a interpretação convencional, morreram lutando contra os Anglos de Deira e Bernícia num local chamado Catraeth em cerca de 600 dC. É tradicionalmente atribuído ao bardo Aneirin e sobrevive num único manuscrito, conhecido como Livro de Aneirin. O nome Mabinogion é um rótulo conveniente para uma coleção de onze histórias em prosa recolhidas de dois manuscritos medievais galeses  conhecidos como livro branco de Rhydderch ( Llyfr Gwyn Rhydderch ) (c. 1350) e livro vermelho de Hergest ( Llyfr Coch Hergest ) (1382- 1410). São escritos em galês médio, a linguagem literária comum entre o final do século XI e o século XIV. Eles incluem os quatro contos que formam Pedair Cainc y Mabinogi ("Os quatro ramos dos Mabinogi"). Os contos baseiam-se na mitologia celta pré-cristã, motivos internacionais de contos populares e antigas tradições históricas medievais.
Entre os séculos VIII e XV, os colonos vikings e nórdicos e seus descendentes colonizaram partes do que hoje é a Escócia moderna. Algumas poesias nórdicas antigas sobrevivem relacionadas a esse período, incluindo a saga Orkneyinga, uma narrativa histórica da história das Ilhas Órcades, desde a sua captura pelo rei norueguês no século IX em diante até cerca de 1200.

## Período medieval tardio: 1100–1500

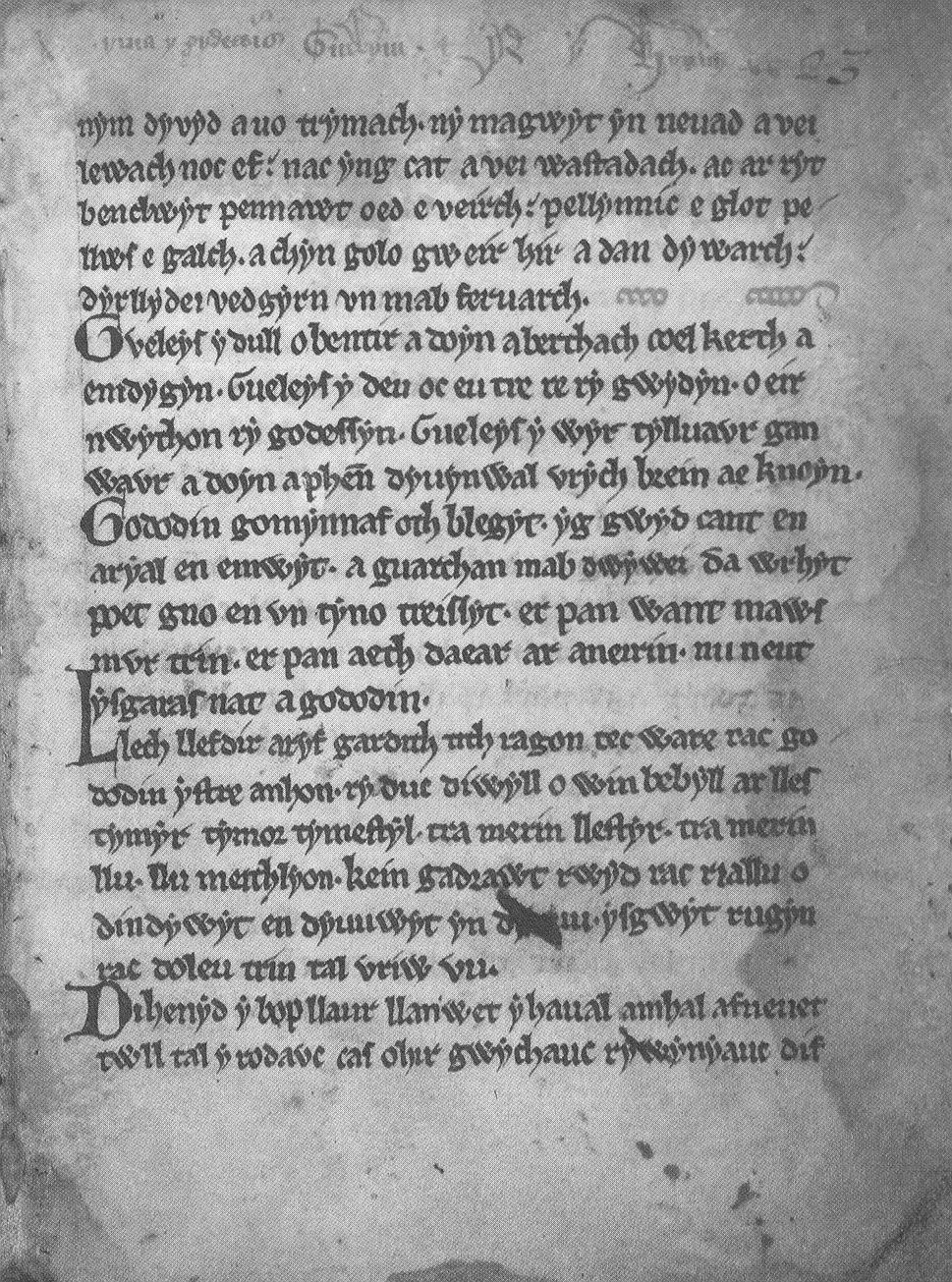
Uma página de fac-símile de Y Gododdin c. 1275

Após a conquista normanda em 1066, a língua normanda era a língua da nobreza da Inglaterra. Durante o século XII, a língua anglo-normanda (normando usado na Inglaterra) partilhou com o latim o estatuto de língua literária da Inglaterra e foi usada na corte até ao século XIV. Foi apenas no reinado de Henrique VII que o inglês se tornou a língua nativa dos reis da Inglaterra.
As obras ainda estavam escritas em latim e incluem o livro de Gerald do País de Gales no final do século XII, sobre seu amado País de Gales, o Itinerarium Cambriae, e após a conquista normanda de 1066, a literatura anglo-normanda se desenvolveu no reino anglo-normando, introduzindo tendências literárias. Europa continental, como a chanson de geste . No entanto, o desenvolvimento indígena da literatura anglo-normanda foi precoce em comparação com a literatura olímpica continental.
Geoffrey de Monmouth foi uma das principais figuras do desenvolvimento da história britânica e da popularidade dos contos do rei Arthur . Ele é mais conhecido por sua crônica Historia Regum Britanniae (História dos Reis da Grã-Bretanha), de 1136, que espalhou os motivos celtas para um público mais amplo. Wace (c. 1110 - depois de 1174), que escreveu em normando-francês, é o primeiro poeta conhecido de Jersey, também desenvolveu a lenda arturiana . ) No final do século XII, Layamon em Brut adaptou Wace para fazer a primeira língua inglesa funcionar com as lendas do rei Arthur e dos cavaleiros da Távola Redonda .
A literatura judaica inglesa desenvolveu-se após a conquista normanda com populações judaicas na Inglaterra. Berechiah ha-Nakdan é conhecido principalmente como o autor dum conjunto de mais de cem fábulas do século XIII, chamado Mishle Shualim (Fox Fables). O desenvolvimento da literatura judaica na Inglaterra medieval terminou com o Edito de Expulsão de 1290.
A natureza multilíngue da audiência de literatura no século XIV pode ser ilustrada pelo exemplo de John Gower (c. 1330 - outubro de 1408). Contemporâneo de William Langland e amigo pessoal de Geoffrey Chaucer, Gower é lembrado principalmente por três grandes obras: Mirroir de l'Omme, Vox Clamantis e Confessio Amantis, três longos poemas escritos em anglo-normando, latim e inglês médio respectivamente, que são unidos por temas morais e políticos comuns.
Dafydd ap Gwilym (c. 1315/1320 - c. 1350/1370), é amplamente considerado o principal poeta galês e entre os grandes poetas da Europa na Idade Média. Os seus temas principais são amor e natureza. A influência das ideias do amor cortês, encontradas na poesia trovadora provençal, foi significativa na sua poesia.
Os principais escritores escoceses do século XV incluem Henrysoun, Dunbar, Douglas e Lyndsay, que escreveram em escoceses médios, muitas vezes chamados simplesmente de inglês, a língua dominante da Escócia.
Na língua da Cornualha, Passhyon agan Arloedh ("A Paixão de Nosso Senhor"), um poema de 259 versos de oito linhas escritos em 1375, é uma das primeiras obras sobreviventes da literatura da Cornualha. A obra mais importante da literatura sobrevivente do período da Cornualha Média é An Ordinale Kernewek ("A Cornualha Ordinalia "), um drama religioso de 9000 linhas composto por volta do ano 1400. Três peças em Cornish, conhecidas como Ordinalia, sobreviveram desse período.

## O Renascimento: 1500-1660
A disseminação da impressão afetou a transmissão de literatura na Grã-Bretanha e na Irlanda. O primeiro livro impresso em inglês, a tradução de Recuyell das Histórias de Troye, de William Caxton, foi impresso no exterior em 1473, seguido pelo estabelecimento da primeira prensa de impressão na Inglaterra em 1474. O estabelecimento de uma prensa de impressão na Escócia sob patente real de James IV em 1507 facilitou a divulgação da literatura escocesa. A primeira prensa de impressão na Irlanda se seguiu mais tarde em 1551. Embora o primeiro livro em galês a ser impresso tenha sido produzido pelo John Prize em 1546, restrições na impressão significavam que apenas prensas clandestinas, como a de Robert Gwyn, que publicou Y Drych Cristionogawl em 1586/1587, poderiam operar no País de Gales até 1695. A primeira impressora legal a ser montada no país de Gales foi em 1718 por Isaac Carter. A primeira obra impressa em Manx data de 1707: uma tradução de um catecismo do Livro de Oração em inglês pelo bispo Thomas Wilson. A impressão chegou ainda mais tarde em outras partes da Grã-Bretanha e Irlanda: a primeira impressora em Jersey foi montada por Mathieu Alexandre em 1784. O texto datável mais antigo em Manx (preservado nos manuscritos do século XVIII), uma história poética da Ilha de Man desde a introdução do cristianismo, data do século XVI, o mais tardar.
O reinado da rainha Elizabeth I da Inglaterra (1558–1603) e do rei Jaime I (1603–162) ( James VI da Escócia ) assistiu ao desenvolvimento do britanismo na literatura. Antecipando a herança esperada de James VI do trono inglês, as máscaras da corte na Inglaterra já estavam desenvolvendo as novas imagens literárias de uma "Grã-Bretanha" unida, às vezes investigando fontes romanas e celtas. A Britannia de William Camden, uma descrição de condado por condado da Grã-Bretanha e Irlanda, foi um trabalho influente de corografia : um estudo que relaciona paisagem, geografia, antiquarianismo e história. Britannia passou a ser vista como a personificação da Grã-Bretanha, em imagens que se desenvolveram durante o reinado da rainha Elizabeth I.
Com a renascença da Cornualha, houve novos trabalhos escritos na língua. A primeira tradução completa da Bíblia para o Cornish foi publicada em 2011.

## século XX
Dòmhnall Ruadh Chorùna foi um poeta gaélico escocês que serviu na Primeira Guerra Mundial e, como poeta de guerra, descreveu o uso de gás venenoso em seu poema Òran a 'Phuinnsuin ("Canção do veneno"), mas talvez seja mais conhecido por seu poema de amor An Eala Bhàn ("O Cisne Branco"). O poeta galês Hedd Wyn, morto na Primeira Guerra Mundial, apesar de produzir relativamente poucos poemas de guerra como tal, foi posteriormente objeto de um filme galês indicado ao Oscar. Em Parenthesis, um poema épico de David Jones publicado pela primeira vez em 1937, é um trabalho notável da literatura da Primeira Guerra Mundial, influenciado pelas tradições galesas, apesar de Jones ter nascido na Inglaterra. Também foram publicadas poesias que refletiam a vida em casa; A coleção Dires et Pensées du Courtil Poussin, do escritor de Guernesiais, Thomas Henry Mahy, publicada em 1922, continha alguns poemas observacionais publicados na Gazeta de Guernesey durante a guerra.
No final do século XIX e início do século XX, a literatura galesa começou a refletir o uso da língua galesa como um símbolo político. Dois nacionalistas literários importantes foram Saunders Lewis (1893-1985) e Kate Roberts (1891-1985), que começaram a publicar nos anos 1920. As carreiras de Kate Roberts e Saunders Lewis continuaram após a Segunda Guerra Mundial e ambos figuravam como principais autores de língua galesa do século XX.
O ano de 1922 marcou uma mudança significativa nas relações entre a Grã-Bretanha e a Irlanda, com a criação do Estado Livre Irlandês no sul predominantemente católico, enquanto a Irlanda do Norte predominantemente protestante permaneceu parte do Reino Unido. Os movimentos nacionalistas na Grã-Bretanha, especialmente no País de Gales e na Escócia, também influenciaram significativamente os escritores nos séculos XX e XXI. Os referendos realizados no País de Gales e na Escócia resultaram no estabelecimento de uma forma de autogoverno nos dois países.
O Renascimento gaélico escocês (gaélico escocês: Ath-Bheòthachadh na Gàidhlig ) é um movimento contínuo sobre o renascimento da língua gaélica escocesa . Embora a língua gaélica escocesa esteja enfrentando um declínio gradual no número de falantes desde o final do século 19, o número de jovens falantes de gaélico fluentes está aumentando devido à educação em gaélico-médio. O movimento tem suas origens no Renascimento Escocês, especialmente nas obras de Sorley MacLean, George Campbell Hay, Derick Thomson e Iain Crichton Smith . Sabhal Mòr Ostaig às vezes é visto como um produto desse renascimento. Embora muitos dos produtos do Renascimento sejam de poesia ou de música tradicional, muitos como MacLean e Iain Crichton Smith e, mais recentemente, Aonghas MacNeacail os misturaram com estilos internacionais modernos.

## Literatura do século XXI
Os escritores contemporâneos em gaélico escocês incluem Aonghas MacNeacail e Angus Peter Campbell que, além de duas coleções de poesia gaélica escocesa, produziu dois romances gaélicos: An Oidhche Mus Do Sheol Sinn (2003) e Là a 'Deanamh Sgeil Do Là (2004). Uma coleção de contos P'tites Lures Guernésiaises (em Guernésiais com tradução paralela para o inglês) de vários escritores foi publicada em 2006. Em março de 2006, foi publicado o livro de Brian Stowell, Dunveryssyn y Tooder-Folley ( Os assassinatos de vampiros ) - o primeiro romance completo de Manx. Há alguma produção de literatura moderna em irlandês na Irlanda do Norte. O poeta performático Gearóid Mac Lochlainn explora as possibilidades criativas para a poesia do "irlandês creolisado" no discurso de Belfast.
A paisagem teatral foi reconfigurada, passando de um único teatro nacional no final do século XX para quatro como resultado da devolução da política cultural.

## Vêr também
- Literatura bretã
- Língua irlandesa fora da Irlanda
- Línguas da Irlanda
- Línguas do Reino Unido
- Lista de escritores da Cornualha